# Pseudoleucania luteomaculata
Pseudoleucania luteomaculata là một loài bướm đêm thuộc họ Noctuidae. Nó được tìm thấy ở Biobío và vùng Maules của Chile.
Sải cánh dài 31–36 mm. Con trưởng thành bay từ tháng 2 đến tháng 3.